# Trichocosmia drasteroides
Trichocosmia drasteroides là một loài bướm đêm trong họ Noctuidae.